# Niesiebędowice
Niesiebędowice (deutsch Nüßdorf) ist ein Ort der Stadt- und Landgemeinde Korfantów im Powiat Nyski der Woiwodschaft Opole in Polen.

## Geographie
Das Straßendorf Niesiebędowice liegt drei Kilometer nordwestlich von Korfantów (Friedland O.S.), 19 Kilometer östlich von Nysa (Neisse) und 42 Kilometer südwestlich von Opole (Oppeln) in der Nizina Śląska (Schlesischen Tiefebene).
Nachbarorte sind im Nordwesten Budzieszowice (Bauschwitz), im Nordosten Wierzbie (Wackenau), im Südosten Korfantów und im Südwesten Myszowice (Mauschwitz).

## Geschichte
Das Dorf wurde Mitte des 13. Jahrhunderts nach Deutschem Recht gegründet. Erstmals urkundlich erwähnt wurde „Nessebandowitz“ im Breslauer Zehntregister Liber fundationis episcopatus Vratislaviensis aus den Jahren 1295–1305.
Während des Dreißigjährigen Krieges wurde das Dorf 1632 durch Schwedische Truppen verwüstet. Nach dem Ersten Schlesischen Krieg 1742 fiel Nüßdorf mit dem größten Teil Schlesiens an Preußen.
Nach der Neugliederung der Provinz Schlesien gehörte die Landgemeinde Nüßdorf ab 1816 zum Landkreis Falkenberg O.S., mit dem es bis 1945 verbunden blieb. 1845 bestanden im Dorf 37 Häuser. Die Einwohnerzahl lag damals bei 250, davon zwei evangelisch. 1861 lebten 330 Menschen in Nüßdorf. Für das Jahr 1865 sind belegt: vier Bauern, fünf Halbbauern, zehn Gärtner- und 18 Häuslerstellen. 1874 wurde der Amtsbezirk Nüßdorf  gebildet, dem Bauschwitz, Ferdinandshof, Korpitz, Lammsdorf, Mauschwitz und Nüßdorf sowie die Gutsbezirke Bauschwitz, Ferdinandshof, Lammsdorf, Mauschwitz und Nüßdorf eingegliedert wurden. 1885 zählte Nüßdorf 259 Einwohner. 1889 bis 1945 war Grundherr das Adelsgeschlecht Pückler.
Um 1930 wurde der Amtsbezirk in Mauschwitz umbenannt. 1933 hatte Nüßdorf 308 Einwohner. 1939 waren es 305 Einwohner.
Als Folge des Zweiten Weltkriegs fiel Nüßdorf 1945 mit dem größten Teil Schlesiens an Polen. Nachfolgend wurde es in Niesiebędowice umbenannt. Die deutsche Bevölkerung wurde, soweit sie nicht vorher geflohen war, weitgehend vertrieben. Die neu angesiedelten Bewohner waren teilweise Zwangsumgesiedelte aus Ostpolen, das an die Sowjetunion gefallen war. 
1949 bis 1950 gehörte Niesiebędowice zur Woiwodschaft Schlesien. Anschließend wurde es der Woiwodschaft Opole eingegliedert. Seit 1999 gehört es zum Powiat Nyski. 2005 wurden 134 Einwohner gezählt.

## Sehenswürdigkeiten
- Muttergotteskapelle mit Glockenturm – erbaut in der Wende vom 18. zum 19. Jahrhundert[2]
- Wegekreuz